# Marzena Kubera
Marzena Kubera (ur. 1969 w Piotrkowie Trybunalskim) – polska piłkarka ręczna, zawodniczka kadry narodowej grająca na pozycji lewej skrzydłowej. Była zawodniczką jednego klubu Piotrcovia Piotrków Trybunalski. Po sezonie 2006/2007 zakończyła karierę.